# All Through the Night: Julie London Sings the Choicest of Cole Porter
All Through the Night: Julie London Sings the Choicest of Cole Porter — студийный альбом американской певицы Джули Лондон, выпущенный в 1965 году на лейбле Liberty Records. Продюсером альбома выступил Ричард Бок. Запись пластинки проходила под аккомпанемент квинтета Бада Шэнка.
Альбом является данью уважения американскому композитору Коулу Портеру.

## Отзывы критиков
Юджин Чадбурн, рецензент AllMusic, отметил, что альбом придётся по вкусу всем, кто не любит чрезмерно аранжированные звуки студийных биг-бэндов и оркестров, и без сомнения, им понравится, как игра гитариста Джо Пасса, так и барабанщика Колина Бейли. Хотя он отметил, что в центре внимания сама Джули Лондон, которая здесь в отличной форме. По его мнению, во многом благодаря превосходному студийному звуку Лондон действительно делает убедительные интерпретации этих песен.

## Список композиций
Слова и музыка всех песен — Коула Портера.
| №  | Название                     | Длительность |
| -- | ---------------------------- | ------------ |
| 1. | «I’ve Got You Under My Skin» | 3:00         |
| 2. | «You Do Something to Me»     | 2:15         |
| 3. | «Get Out of Town»            | 2:55         |
| 4. | «All Through the Night»      | 4:32         |
| 5. | «So in Love»                 | 4:03         |

| №                   | Название                    | Длительность |
| ------------------- | --------------------------- | ------------ |
| 1.                  | «At Long Last Love»         | 3:27         |
| 2.                  | «Easy to Love»              | 2:27         |
| 3.                  | «My Heart Belongs to Daddy» | 2:45         |
| 4.                  | «Ev’ry Time We Say Goodbye» | 3:20         |
| 5.                  | «In the Still of the Night» | 2:34         |
| Общая длительность: | Общая длительность:         | 32:37        |

## Участники записи
- Джули Лондон — вокал
- Бада Шэнка[англ.] — альт-саксофон, флейта
- Джо Пасс — гитара
- Монти Будвиг[англ.] — бас-гитара
- Расс Фриман[англ.] — фортепиано, аранжировки
- Колин Бейл[англ.] — ударные